# Margem costal
A margem costal, algumas vezes referidas como arco costal, é a margem média formada por costelas falsas e por uma costela especificamente verdadeira, da sétima costela para a décima costela.
Margem costal: A borda mais baixa do peito (torax) formado pela borda inferior da gaiola torácica.